# Dasyprocta
ou Agouti
Pour les articles homonymes, voir Agouti (homonymie).
Genre
Les agoutis (Dasyprocta) forment un genre de rongeurs qui regroupe des mammifères terrestres d'Amérique tropicale, de taille moyenne. Il ne faut pas confondre ces agoutis avec l'ancien genre Agouti qui regroupe les pacas, ni avec le grand aulacode (Thryonomys swinderianus), appelé agouti en Afrique de l'Ouest.
Le genre Dasyprocta a été décrit pour la première fois en 1811 par le zoologiste allemand Johann Karl Wilhelm Illiger (1775-1813).

## Liste d'espèces

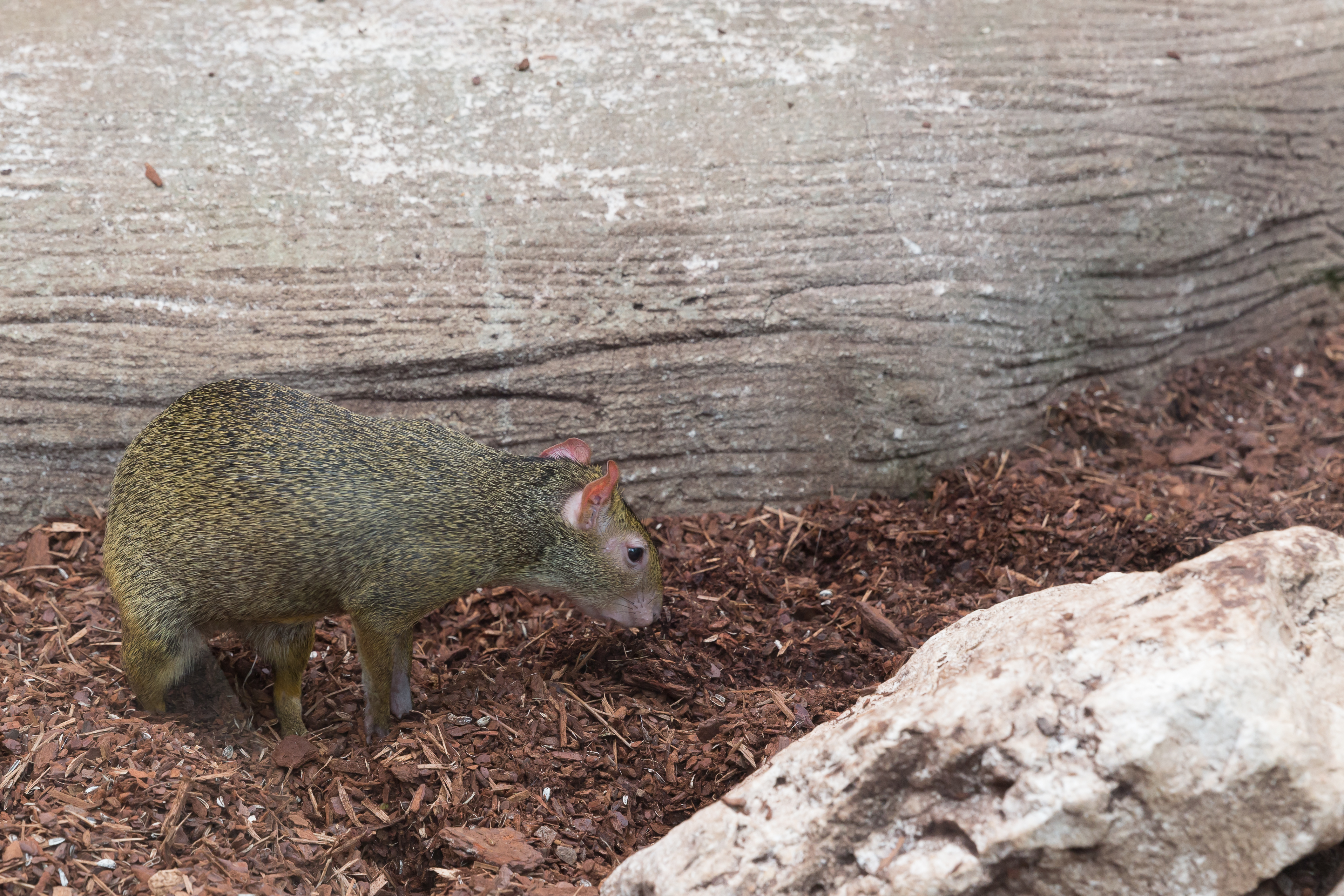
Dasyprocta azarae (Agouti d'Azara) au ZooParc de Beauval à Saint-Aignan-sur-Cher, France.

Ce groupe de rongeurs, dont les espèces sont basées sur la répartition géographique, est susceptible de modifications.
Selon Mammal Species of the World (version 3, 2005)  (18 novembre 2016) et ITIS (18 novembre 2016)  :
- Dasyprocta azarae Lichtenstein, 1823 - Agouti d'Azara[5],[6]
- Dasyprocta coibae Thomas, 1902 - Agouti de l'île de Coiba[5]
- Dasyprocta cristata (É. Geoffroy Saint-Hilaire, 1803)
- Dasyprocta fuliginosa Wagler, 1832 - Agouti cendré[5],[6]
- Dasyprocta guamara Ojasti, 1972
- Dasyprocta kalinowskii Thomas, 1897
- Dasyprocta leporina (Linnaeus, 1758) - Agouti[7],[8],[9] ou  Agouti doré[6],[9]
- Dasyprocta mexicana Saussure, 1860
- Dasyprocta prymnolopha Wagler, 1831
- Dasyprocta punctata Gray, 1842 - Agouti[5], Agouti ponctué[5] ou Agouti à points[6]
- Dasyprocta ruatanica Thomas, 1901

Selon NCBI (18 novembre 2016) :
- Dasyprocta azarae
- Dasyprocta fuliginosa
- Dasyprocta leporina
- Dasyprocta punctata

Selon Paleobiology Database (18 novembre 2016) :
- Dasyprocta leporina
- Dasyprocta punctata

## Systématique
Ce genre avait été classé en 1997 par McKenna et Bell dans la sous-famille des Dasyproctinae, famille des Agoutidae.

## Couleur agouti
Agouti, en génétique mendélienne, caractérise la couleur du pelage des mammifères par référence à l'agouti, qui possède une robe brun chiné. 

## Anecdote
Dans la série documentaire animale, "Manaus, une ville au cœur de la jungle,", épisode "le règne du bizarre", l'Agouti est cité comme jouant un rôle majeur dans la dispersion des graines de Noix du Brésil et montré en train d'en enterrer les restes pour manger ultérieurement. Le commentaire indique qu'il oublie ses cachettes et permet ainsi à la Noix de germer et de se développer ultérieurement. On le dit également "charognard" car adapté à l'environnement de Manaus et montré mangeant également des croquettes pour chien.